# 中華書局

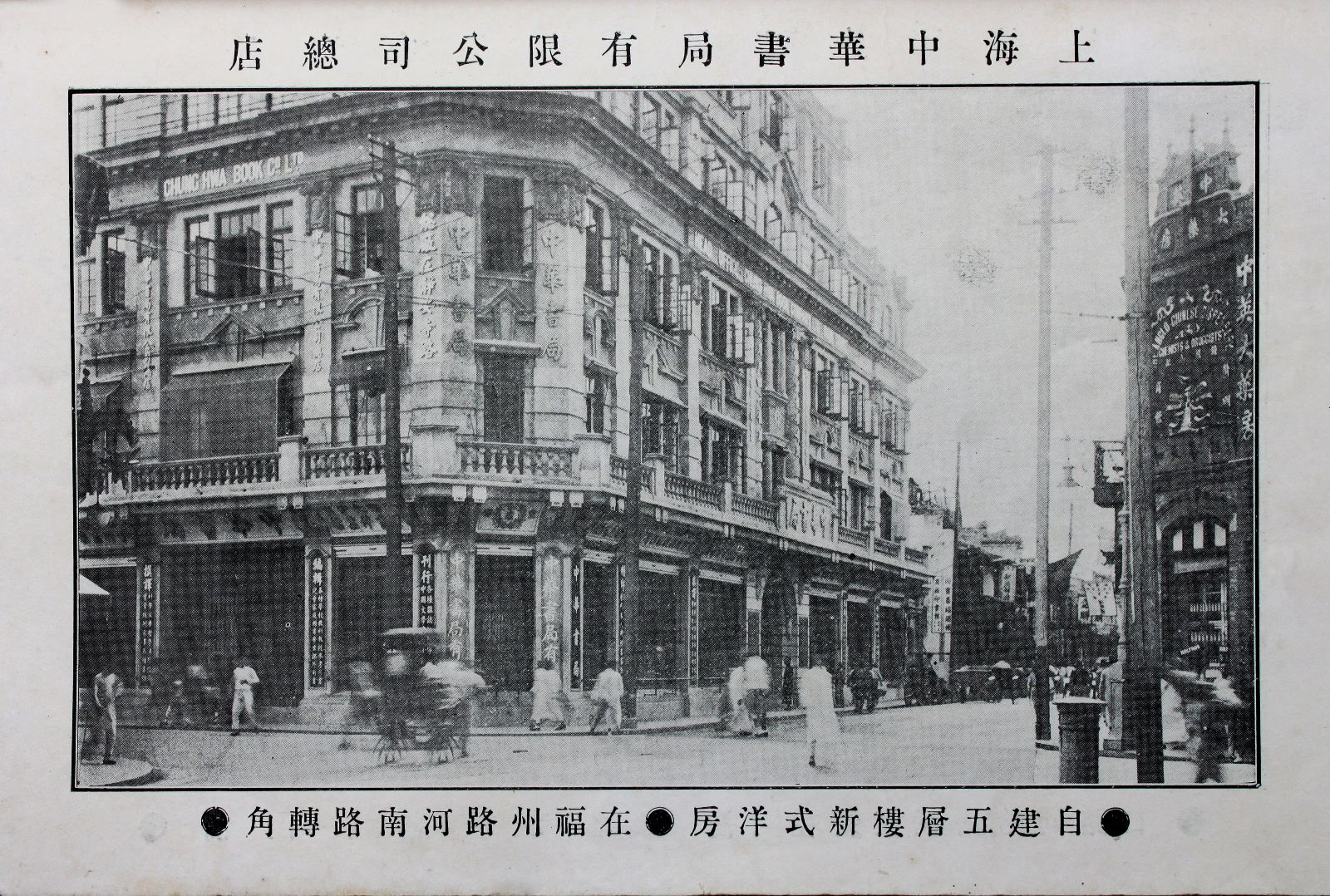
上海中華書局本社（1916年）

中華書局（ちゅうかしょきょく）は中華圏の代表的な出版社・書店。

## 沿革
1912年に陸費逵（伯鴻）によって上海で設立された。小学校や中学校の教科書の出版を中心とした出版社で、古典籍や、自然科学書・社会科学書・文芸書・参考図書類をも印刷出版していた。同じ上海の商務印書館とは久しくライバル関係にあり、商務印書館が『辞源』を出版すると中華書局は『辞海』を出版し、商務印書館が『四部叢刊』を出版すると中華書局は『四部備要』を出版するという具合であった。
中華人民共和国成立後の1954年5月に、北京へと本社を移転した。1978年には辞典などの工具書を専門とする上海辞書出版社が中華書局から独立した。古い漢籍を扱う上海古籍出版社も同年中華書局から独立した。
台湾では大陸のものとは別に中華書局が営業されている。
香港には1927年に中華書局の分局が営業を開始した。1988年に香港の三聯書店・商務印書館とともに聯合出版有限公司が成立した。